# والری هونچاروف
والری هونچاروف (به انگلیسی: Valeriy Honcharov) ژیمناست زادهٔ ۱۹ سپتامبر ۱۹۷۷ میلادی اهل کشور اوکراین است.